# Wadi Soudah
Wadi Soudah (* 1948 in Nablus/Palästina) ist ein palästinensisch-deutscher Schriftsteller.

## Leben
Wadi Soudah entstammt einer palästinensischen Familie von
Schafzüchtern. Er wuchs auf in Rafidia bei Nablus. Von 1969 bis 1977 studierte er Soziologie und Islamische Philosophie in Beirut. Während des Bürgerkriegs im Libanon ging Soudah nach Jordanien und 1979 in die Bundesrepublik Deutschland. Er setzte in Heidelberg und Bielefeld sein Studium der Soziologie fort, das er mit dem Magistergrad abschloss. Eine Nierenerkrankung, die ihn zum Dialysepatienten machte, zwang ihn, ein weiterführendes Doktoratsstudium abzubrechen. Er begann mit dem Verfassen literarischer Texte in deutscher und arabischer Sprache. In seinen deutschsprachigen Erzählungen verarbeitet er u. a. seine Erfahrungen als Ausländer in Deutschland. - Wadi Soudah ist mit einer Deutschen verheiratet und lebt in Bielefeld.

## Werke
- Kafka und andere palästinensische Geschichten, Frankfurt a. M. 1991
- Absturz im Paradies, Frankfurt a. M. 1998